# Maria Full of Grace
Maria Full of Grace, colombiansk/amerikansk film från 2004, regisserad av Joshua Marston efter eget manus.

## Handling
En film om knarksmuggling där 17-åriga Maria Alvarez (Catalina Sandino Moreno) lever och arbetar med familjen i landsbygden i Colombia när hon dras in i smuggling av kokain med löften om att det är helt ofarligt.

## Om filmen
Filmen vann Silverbjörnen för bästa skådespelare vid Berlinfestivalen 2004.

## Rollista (i urval)
- Catalina Sandino Moreno - María Álvarez
- Yenny Paola Vega - Blanca
- Guilied Lopez - Lucy Díaz
- John Alex Toro - Franklin
- Patricia Rae - Carla, Lucys syster
- Orlando Tobón - Don Fernando